# Caledothele
Caledothele es un género de arañas migalomorfas de la familia Dipluridae. Se encuentra en Australia en Victoria y Nueva Caledonia.

## Lista de especies
Según The World Spider Catalog 11.5:
- Caledothele annulatus (Raven, 1981)
- Caledothele aoupinie Raven, 1991
- Caledothele australiensis (Raven, 1984)
- Caledothele carina Raven, 1991
- Caledothele elegans Raven, 1991
- Caledothele tonta Raven, 1991
- Caledothele tristata Raven, 1991